# 碧のスケープ
『碧のスケープ』(あお-)は、日本の音楽ユニット、eufoniusの8枚目のアルバム。2009年9月30日に発売された。

## 概要
- 前作の『ねじまきむじか』以来、3か月ぶりのフルアルバム。
- eufoniusとしては8枚目のアルバムだが、メジャーアルバムとしては3枚目のアルバムである。

## 収録曲
1・6以外は作詞：riya、作曲・編曲：菊地創、1・6は作曲・編曲：菊地創。
1. scape
2. アネモイ ～album mix～
8枚目のシングル。TVアニメ「空を見上げる少女の瞳に映る世界」オープニング主題歌。
3. 碧色の空
4. Gebiet ～album mix～
TVアニメ「空を見上げる少女の瞳に映る世界」イメージソング。
5. elekto
7枚目のシングル「リフレクティア」のカップリング曲。
6. そのままの僕で ～Piano Solo～
TVアニメ「true tears」挿入歌をピアノアレンジした曲。ピアノ演奏はただすけ。
7. リフレクティア
7枚目のシングル。TVアニメ「true tears」オープニング主題歌。
8. Angel on tree
TVアニメ「true tears」イメージソング。
9. Aporia
10. phosphorus
10枚目のシングル。TVアニメ「神曲奏界ポリフォニカ クリムゾンS」オープニング主題歌。
11. 空想庭園
8枚目のシングル「アネモイ」のカップリング曲。